# Annamária Kinde
Annamária Kinde (Oradea, 10 de junio de 1956 – 5 de enero de 2014) fue una periodista y poeta rumana. Es autora de nueve colecciones de poesía y un volumen de traducción de poemas.

## Biografía
Annamária Kinde se licenció en ingeniería forestal en la Universidad de Brașov. En 1990 es jefa de redacción de la revista Majomsziget y entre 1992 a 1996 e periodista del diario en húngaro Erdélyi Napló. De 1996 a 2002 dirige el Instituto de Periodismo Ady Endre Sajtókollégium. En 2002 es redactora en jefe del diario húngaro Arad Nyugati Jelen, y a partir de 2003 trabaja en la redacción de Erdélyi Riport.
Kinde escribió poesía desde muy joven. Sin embargo, su primera colección poética, “A hiúzok természetéről” (“Sobre la naturaleza de los linces”), no se publicó hasta 1997. La revista literaria en húngaro  Látó  ("Vidente") de la Unión de Escritores de Rumanía le otorgó en 2001 un premio de excelencia ("nívódíj"), y en 2007 recibió el diploma de excelencia ( kiválósági oklevél ) de la ciudad de Oradea y en 2011 el premio especial de la Unión de Escritores de Rumanía.